# Karel Šibrava
Karel Šibrava (nar. 1929 nebo 1930 – 2023?) byl český normalizační profesor československých dějin, specialista na dějiny KSČ a vysokoškolský učitel.

## Život
V mládí studoval na filozofické fakultě. Za komunistického režimu působil jako vysokoškolský učitel, mj. na Fakultě radiotechniky ČVUT (ještě jako asistent). Postupně se vypracoval až na profesora Ústavu marxismu-leninismu ÚV KSČ. Dříve působil mj. jako vedoucí katedry.
Ve volném čase byl muzikantem, zejména trumpetistou.

### Politické působení po sametové revoluci
V senátních volbách v roce 1996 kandidoval v senátním obvodu č. 37 – Jičín jako člen KSČM do Senátu PČR. Se ziskem 15,98 % hlasů skončil na třetím místě a do druhého kola voleb tak nepostoupil.
V komunálních volbách v roce 2014 kandidoval ze 14. místa kandidátní listiny KSČM do zastupitelstva Poděbrad, ale nebyl zvolen. V letech 2015 až 2018 byl uveden jako místopředseda Spolku Žižkovák, v roce 2023 vymazán jako člen představenstva spolku.